# VfL Wolfsburg
VfL Wolfsburg is een Duitse voetbalclub, opgericht op 12 september 1945 en uitkomend in de Bundesliga. De club speelt zijn thuiswedstrijden in de Volkswagen-Arena.

## Geschiedenis

### Ontstaan
De stad Wolfsburg ontstond in 1938 nadat er voor arbeiders van de nieuwe Volkswagenfabriek woningen werden gebouwd. De eerste voetbalclub die gelieerd was aan de stad, BSG Volkswagenwerk Stadt des KdF-Wagen, speelde in de eerste divisie van de Gauliga Osthannover tussen 1943 en 1945. Op 12 september 1945, na de Tweede Wereldoorlog, werd er een nieuwe club opgericht genaamd VSK Wolfsburg. Deze ploeg ging spelen in het groen met wit, de kleuren die VfL Wolfsburg vandaag de dag nog draagt. Slechts enkele maanden later, in december 1945, ging de club door een crisis toen op één na alle spelers de overstap maakten naar 1. FC Wolfsburg. De enige overgebleven speler, Josef Meyer, werkte met Willi Hilbert aan het samenstellen van een nieuw team onder een nieuwe naam; VfL Wolfsburg. In november 1946 speelde de club een oefenwedstrijd tegen topclub Schalke 04 in het stadion dat eigendom was van Volkswagen, hierdoor werd VfL de natuurlijke opvolger van BSG als de door Volkswagen gesponsorde club.

### Opklimmen
De club groeide gestaag in de seizoenen die volgden. Zo werden ze kampioen op verschillende amateurniveaus in het Duitse voetbal, maar waren niet in staat om de promotie-playoffs door te komen. In 1954 lukte het ze eindelijk om door de stoten naar de Oberliga Nord na een 2-1 overwinning op Heider SV. Het lukte ze echter niet om een stabiele club te worden op het hogere niveau. Zo misten ze ieder seizoen maar net degradatie, totdat de club in 1959 alsnog een divisie zakte. Toen in 1963 de Bundesliga werd opgericht kwam Wolfsburg uit in de Regionalliga Nord (II), nadat ze net uit de Verbandsliga Niedersachsen (III) waren gepromoveerd.

### 2. Bundesliga
Wolfsburg handhaafde zich in de jaren die volgden op het tweede niveau, met als beste resultaat een tweede plaats in 1970. Dit zorgde er voor dat het team deel mocht nemen aan de playoffs om promotie naar de Bundesliga, maar het wist geen goed resultaat neer te zetten. Van midden jaren zeventig tot begin jaren negentig speelden Die Wölfe in de Oberliga Nord. In 1991 en 1992 eindigde de club beide op de eerste plaats. In 1992 wist de club vervolgens via de playoffs te promoveren, waardoor deze in het seizoen 1992/93 uit kwam in de 2. Bundesliga.
Ook daarna werden goede resultaten behaald. Zo plaatste het team zich in 1995 voor de finale van de DFB-Pokal (die verloren ging met 0-3 tegen Borussia Mönchengladbach) en promoveerde het dankzij een tweede plaats in 1997, voor het eerst in de clubgeschiedenis, naar de Bundesliga.

### Bundesliga
Aanvankelijk werd er niet veel verwacht van de club op het hoogste niveau, maar VfL wist zich te ontwikkelen tot stabiele middenmoter op het hoogste niveau. In het seizoen 1998/99, onder leiding van hoofdtrainer Wolfgang Wolf, stond de club op een vijfde plek in de competitie na 33 speelronden en hoopten ze op een vierde plaats als eindklassering. Die plek zou recht geven op Champions League voetbal. Maar door met 6-1 te verliezen van MSV Duisburg in de laatste speelronde eindigde ze op een zesde plaats, waardoor ze zich plaatsten voor de UEFA Cup. Wolfsburg plaatste zich ook voor de Intertoto Cup in 2000, 2001, 2003, 2004 en 2005, waarin ze in 2003 zelfs de finale wisten te bereiken. Eric Gerets was nog enige tijd trainer van de club in die jaren. Vervolgens volgden enkele minder succesvolle jaren voor Die Wölfe, zo ontweken ze maar net degradatie door als vijftiende te eindigden in 2005/06 en 2006/07.
Het profvoetbal was van oudsher een afdeling van de omnisportvereniging "Verein für Leibesübungen Wolfsburg e.V.", die ook afdelingen heeft voor onder andere basketbal, hockey en volleybal. In 2001 werd het profvoetbal ondergebracht in een vennootschap die daarna door de omnisportvereniging voor 90% aan hoofdsponsor Volkswagen werd verkocht. Eind 2007 heeft de vereniging de resterende 10% aan Volkswagen verkocht.
Voor het seizoen 2007/08 stelde de club oud-Bayern München hoofdtrainer Felix Magath aan, die de club leidde naar een vijfde plaats op de ranglijst. De beste prestatie tot dan toe voor Wolfsburg. Hierdoor plaatste de club zich voor de tweede keer in haar bestaan voor de UEFA Cup. Het daaropvolgende seizoen was het meest succesvolle uit de clubgeschiedenis. De club werd voor het eerst in haar bestaan kampioen van de Bundesliga door Werder Bremen met 5-1 te verslaan op 23 mei 2009. Ze evenaarde de langste winstreeks in een Bundesliga seizoen met tien opeenvolgende overwinningen net na de winterstop. Ook werden ze het enige Bundesliga team dat twee aanvallers met meer dan twintig doelpunten in een seizoen had; de Braziliaan Grafite (28) en Bosniër Edin Džeko (26). Zvjezdan Misimović had een recordaantal assists (20). Door het landskampioenschap kwalificeerde ze zich voor het eerst voor deelname aan de Champions League.
Magath verliet de club na het kampioenschap. Zijn opvolger Armin Veh werd net na de winterstop ontslagen door een gebrek aan goede resultaten en een tiende plaats op de ranglijst. In de Champions League werden ze derde in de groepsfase, achter Manchester United en CSKA Moskou. Hierdoor ging ze verder in de Europa League. Hierin versloegen ze Villarreal en Rubin Kazan, maar werden ze in de kwartfinale verslagen door de latere finalist Fulham FC.
Na afloop van het seizoen werd Steve McClaren, die net de Nederlandse landstitel had gewonnen met FC Twente, aangesteld als hoofdtrainer. Hij was de eerste Engelse trainer die een Bundesliga-club ging coachen. Iets langer dan een halfjaar bleef hij in dienst van Wolfsburg. Pierre Littbarski moest de club omhoog helpen, maar verloor vijf wedstrijden en daalde af naar de degradatiezone. Uiteindelijk werd succestrainer Magath teruggehaald als hoofdtrainer en technisch directeur, slechts twee dagen nadat hij ontslagen was door Schalke 04. Magath wist de club naar een veilige plaats te leiden en eindigde het seizoen erop, ondanks grote investeringen, in de middenmoot. Nadat ze slechts vijf punten uit acht wedstrijden haalden werd het contract van Magath in het najaar van 2012 ontbonden. Oud-Nürnberg hoofdtrainer Dieter Hecking werd aangesteld als zijn opvolger.
Hecking leidde de ploeg naar een tweede plaats op de ranglijst aan het einde van het seizoen 2014/15. Met André Schürrle in de gelederen, die eerder werd overgenomen van Chelsea FC, wist de club in 2015 de DFB-Pokal te winnen door Borussia Dortmund met 3-1 te verslaan. Het was de eerste bekerwinst voor Die Wölfe. Op 1 augustus 2015, voor aanvang van het seizoen 2015/16, versloeg Wolfsburg landskampioen Bayern München in de strijd om de DFL-Supercup na strafschoppen. Aan het einde van de transferperiode werd voetballer van het jaar Kevin De Bruyne verkocht aan Manchester City voor een clubrecordbedrag van 75 miljoen euro.
In het seizoen 2015/16 reikte de club tot in de kwartfinale van de Champions League, waarin het werd uitgeschakeld door Real Madrid. In de competitie eindigde ze op een achtste plaats. Het seizoen erop had de club het moeilijk. Zo wisselde het enkele keren van hoofdtrainer en eindigde ze uiteindelijk op een zestiende plaats met slechts 37 punten, waardoor ze veroordeeld waren tot het spelen van playoffs tegen Eintracht Braunschweig. Deze strijd wisten ze over twee wedstrijden met 2-0 te winnen, wat ervoor zorgde dat ze nog een jaar op het hoogste niveau uit zouden komen. Maar ook het seizoen erna was een enorme deceptie voor het team. Ze werden wederom zestiende en moesten het ditmaal opnemen tegen Holstein Kiel. De ploeg van Bruno Labbadia won de playoffs met 3-1 en 1-0.
Wolfsburg wist daarna de weg omhoog weer te vinden. Zo eindigde het in 2018/19 op een zesde plaats in de competitie, waardoor ze deel mochten nemen aan de Europa League. Ze wisten zich uiteindelijk niet voor het hoofdtoernooi te plaatsen doordat ze in de playoff-ronde werden verslagen door AEK Athene. Aan het einde van het seizoen 2019/20 greep Wolfsburg net naast Europees voetbal door als zevende te eindigen. Onder leiding van trainer Oliver Glasner wisten ze zich het seizoen erop te manifesteren in de hoogste regionen van de Bundesliga. Uiteindelijk werden ze vierde, wat recht gaf op deelname aan de Champions League. Glasner vertrok hierna naar Eintracht Frankfurt waar hij de naar Mönchengladbach vertrokken Adi Hütter opvolgde.
Glasner zelf werd opgevolgd door Mark van Bommel voor het seizoen 2021/22, die samen met zijn assistenten Kevin Hofland en Vincent Heilmann en videoanalist Alex Abresch een twee-jarig contract tekende. Na dertien wedstrijden nam de club al weer afscheid van Van Bommel, mede omdat er acht wedstrijden op rij niet werd gewonnen. Enkele dagen later werd zijn vervanger Florian Kohfeldt aangesteld.

## Erelijst
| Nationaal                  |    |                  |
| Bundesliga                 | 1x | 2009             |
| DFB-Pokal                  | 1x | 2015             |
| DFL-Supercup               | 1x | 2015             |
| Oberliga Niedersachsen-Ost | 3x | 1952, 1954, 1963 |
| Oberliga Nord              | 2x | 1991, 1992       |
| Niedersachsenpokal         | 3x | 1962, 2002, 2003 |

## Eerste Elftal

### Selectie
| Nr.           | Naam                     | Nationaliteit | Geb. datum | Sinds | Contract | Vorige club           |
| ------------- | ------------------------ | ------------- | ---------- | ----- | -------- | --------------------- |
| Doelmannen    |                          |               |            |       |          |                       |
| 1             | Kamil Grabara            | Polen         | 08-01-1999 | 2024  |          | FC Kopenhagen         |
| 12            | Pavao Pervan             | Oostenrijk    | 13-11-1987 | 2018  | 2024     | LASK                  |
| 29            | Marius Müller            | Duitsland     | 12-07-1993 | 2024  |          | FC Schalke 04         |
| 30            | Niklas Klinger           | Duitsland     | 13-10-1995 | 2019  | 2025     |                       |
| Verdedigers   |                          |               |            |       |          |                       |
| 2             | Kilian Fischer           | Duitsland     | 12-10-2000 | 2022  | 2027     | FC Nürnberg           |
| 3             | Sebastiaan Bornauw       | België        | 22-03-1999 | 2021  | 2026     | FC Köln               |
| 4             | Konstantinos Koulierakis | Griekenland   | 28-11-2003 | 2024  | 2029     | PAOK Saloniki         |
| 5             | Mads Roerslev            | Denemarken    | 24-06-1999 | 2025  | 2025     | Brentford (gehuurd)   |
| 13            | Rogério                  | Brazilië      | 13-01-1998 | 2023  | 2027     | Sassuolo              |
| 18            | Denis Vavro              | Slowakije     | 10-04-1996 | 2024  | 2025     | FC Kopenhagen         |
| 21            | Joakim Mæhle             | Denemarken    | 20-05-1997 | 2023  | 2027     | Atalanta Bergamo      |
| 22            | Mathys Angély            | Frankrijk     | 21-04-2007 | 2024  |          | Girondins de Bordeaux |
| 33            | David Odogu              | Duitsland     | 03-06-2006 | 2023  |          | Union Berlin          |
| Middenvelders |                          |               |            |       |          |                       |
| 6             | Aster Vranckx            | België        | 04-10-2002 | 2021  | 2029     | KV Mechelen           |
| 19            | Lovro Majer              | Kroatië       | 17-01-1998 | 2023  | 2028     | Stade Rennes          |
| 24            | Bence Dárdai             | Duitsland     | 24-01-2006 | 2024  |          | Hertha BSC            |
| 27            | Maximilian Arnold        | Duitsland     | 27-05-1994 | 2012  | 2026     | Eigen jeugd           |
| 31            | Yannick Gerhardt         | Duitsland     | 13-03-1994 | 2016  | 2025     | FC Köln               |
| 32            | Mattias Svanberg         | Zweden        | 05-01-1999 | 2022  | 2027     | Bologna               |
| 38            | Bennit Bröger            | Duitsland     | 01-07-2006 | 2023  | 2025     | BSC Acosta            |
| 40            | Kevin Paredes            | USA           | 07-05-2003 | 2022  | 2026     | DC United             |
| Aanvallers    |                          |               |            |       |          |                       |
| 7             | Andreas Skov Olsen       | Denemarken    | 29-12-1999 | 2025  | 2029     | Club Brugge           |
| 9             | Mohamed Amoura           | Algerije      | 09-05-2000 | 2024  | 2025     | Union Sint-Gillis     |
| 10            | Lukas Nmecha             | Duitsland     | 13-12-1998 | 2021  | 2025     | Manchester City       |
| 11            | Tiago Tomás              | Portugal      | 16-06-2002 | 2023  | 2027     | Sporting CP           |
| 14            | Bartosz Białek           | Polen         | 11-11-2001 | 2020  | 2025     | KAS Eupen             |
| 16            | Jakub Kaminski           | Polen         | 05-06-2002 | 2022  | 2027     | Lech Poznań           |
| 17            | Kevin Behrens            | Duitsland     | 03-02-1991 | 2024  | 2025     | Union Berlin          |
| 23            | Jonas Wind               | Denemarken    | 07-02-1999 | 2022  | 2026     | FC Kopenhagen         |
| 39            | Patrick Wimmer           | Oostenrijk    | 30-05-2001 | 2022  | 2027     | Arminia Bielefeld     |

Laatste update: 29 januari 2025.

### Staf
| Functie           | Naam               | Sinds | Contract | Vorige club     |
| ----------------- | ------------------ | ----- | -------- | --------------- |
| Hoofdtrainer      | Paul Simonis       | 2025  | 2027     | Go Ahead Eagles |
| Assistent-trainer | Tristan Berghuis   | 2025  |          | Go Ahead Eagles |
| Assistent-trainer | Koen Stam          | 2025  |          | Feyenoord       |
| Assistent-trainer | Peter van der Veen | 2025  |          | Nederland –19   |
| Keeperstrainer    | n.n.b.             | 2025  |          |                 |
| Videoanalist      | Martin Darneviel   | 2025  |          | Go Ahead Eagles |

Laatste update: 12 juni 2025

## Overige elftallen

### VfL Wolfsburg II
VfL Wolfsburg II was het tweede elftal van de club. Het team kende haar grootste succes door tweemaal kampioen te worden in de Regionalliga Nord in 2013/14 en 2015/16 waardoor ze kans maakten op promotie naar de 3. Liga. Het team nam ook viermaal deel aan het toernooi om de DFB-Pokal; in 2001/02, 2002/03, 2003/04 en 2005/06. In 2001/02 en 2003/04 werd de tweede ronde bereikt door respectievelijk Borussia Dortmund en Energie Cottbus te verslaan in de eerste ronde.
Aan het einde van het seizoen 2020/21 werd het team opgeheven nadat promotie naar de 3. Liga was misgelopen. De club zou zich nu gaan richten op het samenwerkingsverband met het Oostenrijkse St. Pölten.

### VfL Wolfsburg Frauen
In 1973 werd VfR Eintracht Wolfsburg opgericht voor vrouwenvoetbal. Deze club voegde zich in 2003 bij VfL Wolfsburg. De eerste jaren van het team bij Die Wölfe waren nog wat wisselvallig met een achtste plaats in haar eerste seizoen en een degradatie in het seizoen erop. Na een vijfde plaats in de Frauen-Bundesliga 2009/10 groeide de club uit tot serieuze titelkandidaat, zo werden ze tweede in 2011/12.
In het seizoen 2012/13 wonnen de vrouwen de UEFA Women's Champions League. Twee weken eerder werd het al voor het eerst landskampioen van Duitsland. Ze waren pas het tweede team, na 1. FFC Frankfurt, dat de treble wist te winnen doordat ze ook de beker nog wonnen dat seizoen. Dit was het eerste seizoen dat zowel een mannen en vrouwenelftal uit het zelfde land de treble wisten te winnen, met Bayern München die dat deden in het mannenvoetbal. Wolfsburg was de eerste ploeg die succesvol de Champions League titel wisten te verdedigen.

## Overzichtslijsten
| Niveau | Aantal | Periode (1947-2026)                        |
| ------ | ------ | ------------------------------------------ |
| I      | 34     | 1954-1959, 1997-....                       |
| II     | 28     | 1948-1954, 1959-1975, 1976-1977, 1992-1997 |
| III    | 17     | 1947-1948, 1975-1976, 1977-1992            |

### Eindklasseringen sinds 1949
- 1949 4e
Niveau 2
- 1950 2e
2. Oberliga
- 1951 1e
2. Oberliga
- 1952 1e
2. Oberliga
- 1953 2e
2. Oberliga
- 1954 2e
2. Oberliga
- 1955 14e
Oberliga
- 1956 14e
Oberliga
- 1957 14e
Oberliga
- 1958 11e
Oberliga
- 1959 16e
Oberliga
- 1960 3e
2. Oberliga
- 1961 5e
2. Oberliga
- 1962 3e
2. Oberliga
- 1963 1e
2. Oberliga
- 1964 9e
Regionalliga
- 1965 6e
Regionalliga
- 1966 8e
Regionalliga
- 1967 4e
Regionalliga
- 1968 3e
Regionalliga
- 1969 6e
Regionalliga
- 1970 2e
Regionalliga
- 1971 9e
Regionalliga
- 1972 3e
Regionalliga
- 1973 3e
Regionalliga
- 1974 4e
Regionalliga
- 1975 19e
2. Bundesliga
- 1976 2e
Niveau 3
- 1977 20e
2. Bundesliga
- 1978 2e
Niveau 3
- 1979 5e
Oberliga
- 1980 3e
Oberliga
- 1981 6e
Oberliga
- 1982 4e
Oberliga
- 1983 5e
Oberliga
- 1984 14e
Oberliga
- 1985 9e
Oberliga
- 1986 6e
Oberliga
- 1987 6e
Oberliga
- 1988 2e
Oberliga
- 1989 3e
Oberliga
- 1990 4e
Oberliga
- 1991 1e
Oberliga
- 1992 1e
Oberliga
- 1993 14e
2. Bundesliga
- 1994 5e
2. Bundesliga
- 1995 4e
2. Bundesliga
- 1996 12e
2. Bundesliga
- 1997 2e
2. Bundesliga
- 1998 14e
Bundesliga
- 1999 6e
Bundesliga
- 2000 7e
Bundesliga
- 2001 9e
Bundesliga
- 2002 10e
Bundesliga
- 2003 8e
Bundesliga
- 2004 10e
Bundesliga
- 2005 9e
Bundesliga
- 2006 15e
Bundesliga
- 2007 15e
Bundesliga
- 2008 5e
Bundesliga
- 2009 1e
Bundesliga
- 2010 8e
Bundesliga
- 2011 15e
Bundesliga
- 2012 8e
Bundesliga
- 2013 11e
Bundesliga
- 2014 5e
Bundesliga
- 2015 2e
Bundesliga
- 2016 8e
Bundesliga
- 2017 16e
Bundesliga
- 2018 16e
Bundesliga
- 2019 6e
Bundesliga
- 2020 7e
Bundesliga
- 2021 4e
Bundesliga
- 2022 12e
Bundesliga
- 2023 8e
Bundesliga
- 2024 12e
Bundesliga
- 2025 11e
Bundesliga

- Niveau 1
- Niveau 2
- Niveau 3

| Legenda niveautijdlijn | Legenda niveautijdlijn      | Legenda niveautijdlijn      | Legenda niveautijdlijn      | Legenda niveautijdlijn    | Legenda niveautijdlijn |
| Liga                   | Seizoen 1963/64 t/m 1973/74 | Seizoen 1974/75 t/m 1993/94 | Seizoen 1994/95 t/m 2007/08 | Seizoen 2008/09 tot heden | Opmerking              |
| ---------------------- | --------------------------- | --------------------------- | --------------------------- | ------------------------- | ---------------------- |
| Bundesliga             | Niveau I                    | Niveau I                    | Niveau I                    | Niveau I                  |                        |
| 2. Bundesliga          | --                          | Niveau II                   | Niveau II                   | Niveau II                 |                        |
| 3. Liga                | --                          | --                          | --                          | Niveau III                |                        |
| Regionalliga           | Niveau II                   | --                          | Niveau III                  | Niveau IV                 |                        |
| Oberliga               | --                          | Niveau III *                | Niveau IV                   | Niveau V                  | * vanaf 1978/79        |

### Seizoensresultaten
| Seizoen | Competitie    | Niveau | Eindstand | Topscorer                            | Trainer                                                | DFB-Pokal |
| ------- | ------------- | ------ | --------- | ------------------------------------ | ------------------------------------------------------ | --------- |
| 1990/91 | Oberliga Nord | III    | 1         | Frank Plagge (26)                    | Ernst Menzel                                           | R1        |
| 1991/92 | Oberliga Nord | III    | 1         | Siegfried Reich (21)                 | Uwe Erkenbrecher                                       | R3        |
| 1992/93 | 2. Bundesliga | II     | 14        | Siegfried Reich (27)                 | Uwe Erkenbrecher / Eckhard Krautzun                    | --        |
| 1993/94 | 2. Bundesliga | II     | 5         | Siegfried Reich (14)                 | Eckhard Krautzun                                       | R 2       |
| 1994/95 | 2. Bundesliga | II     | 4         | Siegfried Reich (11)                 | Eckhard Krautzun / Gerd Roggensack                     | F         |
| 1995/96 | 2. Bundesliga | II     | 12        | Siegfried Reich (7)                  | Gerd Roggensack / Willi Reimann                        | R1        |
| 1996/97 | 2. Bundesliga | II     | 2         | Piotr Tyskiewicz (9)                 | Willi Reimann                                          | R2        |
| 1997/98 | Bundesliga    | I      | 14        | Roy Präger (13)                      | Willi Reimann / Wolfgang Wolf                          | R2        |
| 1998/99 | Bundesliga    | I      | 6         | Andrzej Juskowiak (13)               | Wolfgang Wolf                                          | 1/4 F     |
| 1999/00 | Bundesliga    | I      | 7         | Jonathan Akpoborie (12)              | Wolfgang Wolf                                          | 1/8 F     |
| 2000/01 | Bundesliga    | I      | 9         | Andrzej Juskowiak (12)               | Wolfgang Wolf                                          | 1/8 F     |
| 2001/02 | Bundesliga    | I      | 10        | Tomislav Marić (12)                  | Wolfgang Wolf                                          | 1/8 F     |
| 2002/03 | Bundesliga    | I      | 8         | Tomislav Marić (12)                  | Wolfgang Wolf / Jürgen Röber                           | R2        |
| 2003/04 | Bundesliga    | I      | 10        | Diego Klimowicz (15)                 | Jürgen Röber / Eric Gerets                             | R2        |
| 2004/05 | Bundesliga    | I      | 9         | Martin Petrov/ Thomas Brdarić (12)   | Eric Gerets                                            | R1        |
| 2005/06 | Bundesliga    | I      | 15        | Diego Klimowicz (15)                 | Holger Fach / Klaus Augenthaler                        | R2        |
| 2006/07 | Bundesliga    | I      | 15        | Mike Hanke (8)                       | Klaus Augenthaler                                      | 1/2 F     |
| 2007/08 | Bundesliga    | I      | 5         | Grafite (11)                         | Felix Magath                                           | 1/2 F     |
| 2008/09 | Bundesliga    | I      | 1         | Grafite (28)                         | Felix Magath                                           | 1/4 F     |
| 2009/10 | Bundesliga    | I      | 8         | Edin Džeko (22)                      | Armin Veh / Lorenz-Günther Köstner                     | R2        |
| 2010/11 | Bundesliga    | I      | 15        | Edin Džeko (10)                      | Steve McClaren / Pierre Littbarski / Felix Magath      | 1/8 F     |
| 2011/12 | Bundesliga    | I      | 8         | Patrick Helmes/ Mario Mandžukić (12) | Felix Magath                                           | R1        |
| 2012/13 | Bundesliga    | I      | 11        | Diego (10)                           | Felix Magath / Lorenz-Günther Köstner / Dieter Hecking | 1/2 F     |
| 2013/14 | Bundesliga    | I      | 5         | Ivica Olić (14)                      | Dieter Hecking                                         | 1/2 F     |
| 2014/15 | Bundesliga    | I      | 2         | Bas Dost (16)                        | Dieter Hecking                                         | K         |
| 2015/16 | Bundesliga    | I      | 8         | André Schürrle (9)                   | Dieter Hecking                                         | R2        |
| 2016/17 | Bundesliga    | I      | 16        | Mario Gomez (16)                     | Dieter Hecking / Valérien Ismaël / Andries Jonker      | 1/8 F     |
| 2017/18 | Bundesliga    | I      | 16        | Mario Gomez/Daniel Didavi (9)        | Andries Jonker / Martin Schmidt / Bruno Labbadia       | 1/4 F     |
| 2018/19 | Bundesliga    | I      | 6         | Wout Weghorst (17)                   | Bruno Labbadia                                         | 1/8 F     |
| 2019/20 | Bundesliga    | I      | 7         | Wout Weghorst (16)                   | Oliver Glasner                                         | R2        |
| 2020/21 | Bundesliga    | I      | 4         | Wout Weghorst (20)                   | Oliver Glasner                                         | 1/4 F     |
| 2021/22 | Bundesliga    | I      | 12        | Max Kruse (12)                       | Mark van Bommel / Florian Kohfeldt                     | R1        |
| 2022/23 | Bundesliga    | I      | 8         | Yannick Gerhardt (6)                 | Niko Kovač                                             | 1/8 F     |
| 2023/24 | Bundesliga    | I      | 12        | Jonas Wind (11)                      | Niko Kovač / Ralph Hasenhüttl                          | 1/8 F     |
| 2024/25 | Bundesliga    | I      | 11        | Mohamed Amoura (10)                  | Ralph Hasenhüttl / Daniel Bauer                        | 1/4 F     |

### Wolfsburg in Europa
VfL Wolfsburg speelt sinds 1999 in diverse Europese competities. Hieronder staan de competities en in welke seizoenen de club deelnam:
- Champions League (3x)

2009/10, 2015/16, 2021/22
- Europa League (4x)

2009/10, 2014/15, 2019/20, 2020/21
- UEFA Cup (2x)

1999/00, 2008/09
- Intertoto Cup (5x)

2000, 2001, 2003, 2004, 2005
Bijzonderheden Europese competities:
| Bijzonderheid                 | Datum      | Tegenstander  | Uitslag | Plaats    | Naam              | Aantal |
| ----------------------------- | ---------- | ------------- | ------- | --------- | ----------------- | ------ |
| Hoogste overwinning           | 06-11-2008 | sc Heerenveen | 5-1     | Wolfsburg |                   |        |
|                               | 06-11-2014 | FK Krasnodar  | 5-1     | Wolfsburg |                   |        |
| Hoogste nederlaag             | 03-08-2005 | RC Lens       | 0-4     | Lens      |                   |        |
| Speler met meeste wedstrijden | 12-04-2016 |               |         |           | Diego Benaglio    | 35     |
| Speler met meeste wedstrijden | 23-11-2021 |               |         |           | Maximilian Arnold | 35     |
| Speler met meeste doelpunten  | 08-12-2009 |               |         |           | Edin Džeko        | 9      |
|                               | 08-12-2009 |               |         |           | Grafite           | 9      |

UEFA Club Ranking: 102 (07-08-2024)

## Bekende (oud-)Wölfe

### Spelers
- Maximilian Arnold
- Diego Benaglio
- Kevin De Bruyne
- Jeffrey Bruma
- Koen Casteels
- Diego
- Bas Dost
- Edin Džeko
- Arne Friedrich
- Mario Gomez
- Grafite
- Josuha Guilavogui
- Kevin Hofland
- Rick Hoogendorp
- Simon Kjær
- Tommie van der Leegte
- Mario Mandžukić
- Ivica Olić
- Divock Origi
- Ivan Perišić
- Sascha Riether
- Ricardo Rodríguez
- Marcel Schäfer
- André Schürrle
- Wout Weghorst
- Micky van de Ven
- Paul Verhaegh

Top-5 meest gespeelde wedstrijden
| Nr. | Land        | Naam              | Positie      | Periode    | Aantal |
| --- | ----------- | ----------------- | ------------ | ---------- | ------ |
| 1   | Duitsland   | Maximilian Arnold | Middenvelder | 2011–heden | 448 *) |
| 2   | Duitsland   | Olaf Ansorge†     | Middenvelder | 1981–1992  | 381    |
| 3   | Zwitserland | Diego Benaglio    | Doelman      | 2008–2017  | 321    |
| 4   | Duitsland   | Uwe Otto          | Verdediger   | 1980–1992  | 317    |
| 5   | Duitsland   | Marcel Schäfer    | Verdediger   | 2007–2017  | 312    |

Top-5 doelpuntenmakers
| Nr. | Land                  | Naam            | Periode              | Aantal |
| --- | --------------------- | --------------- | -------------------- | ------ |
| 1   | Duitsland             | Olaf Ansorge†   | 1981–1992            | 123    |
| 2   | Duitsland             | Frank Plagge    | 1986–1992, 1993–1995 | 111    |
| 3   | Duitsland             | Siegfried Reich | 1978–1981, 1991–1996 | 95     |
| 4   | Duitsland             | Wilfred Kemmer† | 1963-1968, 1972-1977 | 91     |
| 5   | Bosnië en Herzegovina | Edin Dzeko      | 2007–2011            | 85     |

stand: 20-05-2024

### Trainers
- Mark van Bommel
- Eric Gerets
- Dieter Hecking
- Andries Jonker
- Niko Kovač
- Bruno Labbadia
- Felix Magath
- Steve McClaren
- Paul Simonis